# Кристофферсен, Марта
Марта Кристофферсен (норв. Marthe Kristoffersen; род. 11 августа 1989, Карлсёй, Тромс) — норвежская лыжница, участница Олимпийских игр в Ванкувере, победительница этапов Кубка мира. Двукратная чемпионка мира среди юниоров в эстафете (2008 и 2009). Универсал, выступала и в спринтерских и в дистанционных гонках.

## Карьера
В Кубке мира Кристофферсен дебютировала в 2007 году, в ноябре 2008 года одержала первую победу на этапе Кубка мира, в эстафете. Всего имеет на своём счету 2 победы на этапах Кубка мира, обе в эстафетах, в личных видах однажды была на подиуме, заняв 3-е место в гонке на 10 км. Лучшим достижением Кристофферсен в общем итоговом зачёте Кубка мира является 12-е место в сезоне 2009-10.
На Олимпиаде-2010 в Ванкувере принимала участие в двух гонках: 10 км свободным ходом — 48-е место, масс-старт на 30 км — 20-е место.
За свою карьеру принимала участие в двух чемпионатах мира (2009 и 2011). Лучший результат — 4-е место в эстафете на чемпионате 2009 года. 19-летняя Кристофферсен уходила на свой последний этап лидером, получив эстафету от Кристин Стёрмер Стейры, но выступила крайне неудачно, пропустив финку Айно-Кайсу Сааринен, немку Клаудию Нюстад и шведку Шарлотт Каллу, заняв 4-е место. Там же заняла восьмое место в личном спринте.
Завершила карьеру весной 2017 года.
Использует лыжи и ботинки производства фирмы Atomic.